# 11. dobrovolnická divize tankových granátníků SS „Nordland“
11. SS-Freiwilligen-Panzergrenadier-Division „Nordland“ byla divize Waffen-SS, z převážné části tvořená zahraničními dobrovolníky. Po celou druhou světovou válku působila na východní frontě.

## Vznik
I když německá propaganda hlásala mezinárodní charakter 5. SS-Panzer Division „Wiking“, ve skutečnosti bylo mužstvo z 90% tvořeno Němci. V nové divizi byl záměr zvýšit procento zahraničních dobrovolníků, a to také ve velení. Mužstvo tak tvořili z 40% členové rozpuštěných zahraničních legií, 35% Volksdeutsche (Němci žijící mimo území Německé říše) a 25% Reichsdeutsche (Němci pocházející z území Říše). V průběhu druhé světové války tak v divizi sloužili Dáni, Maďaři, Nizozemci, Norové, Estonci, Finové, Francouzi, Rumuni, Španělé, Švédové, Švýcaři a Britové.
Na základě rozkazu OKW k založení III. (Germanische) SS-Panzerkorps ze začátku roku 1943, byla v únoru 1943 vytvořena Kampfverband Waräger. Ještě téhož měsíce byla přejmenována na Germanische-Freiwilligen-Division. V dubnu 1943 na SS-Panzer Grenadier Division 11 (Germanische) a v červenci na 11. SS-Panzergrenadier Freiwilligen Division „Nordland“. Konečný název divize obdržela v říjnu 1943, a to 11. SS-Freiwilligen-Panzergrenadier-Division „Nordland“.
Původní název pro divizi „Waräger“, byl změněn na „Nordland“ samotným Adolfem Hitlerem. Důvodem byly bojové zásluhy pluku „Nordland“, který byl stažen z divize „Wiking“ a posloužil jako základ divize „Nordland“.
Po skončení výcviku a zformování jednotek, byla divize přesunuta do Chorvatska, kde se zapojila do akcí proti Titovým partyzánům. Koncem listopadu 1943 se pluk „Danmark“ zúčastnil těžkých bojů s 5000 partyzány poblíž města Glina. Během této doby obdržel SS-Panzer Abteilung 11 jméno „Herman von Salza“ na počest čtvrtého velmistra Řádu německých rytířů.
Dne 25. listopadu obdržela divize rozkaz k přesunu na východní frontu a 22. prosince zaujala své postavení v rámci skupiny armád Sever, které velel polní maršál Walter Model.

## Bitva na Narvě
Divize „Nordland“, spolu s ostatními částmi III. (Germanische) SS-Panzerkorps zaujala postavení poblíž Leningradu, kde se zapojila do pokusu o zastavení sovětského útoku, jehož hlavním cílem bylo prolomení blokády Leningradu. To se nakonec podařilo a divize se musela stáhnout k městu Oranienbaum (nyní Lomonosov). 14. ledna 1944 byla německá fronta znovu prolomena a divize „Nordland“ se musela stáhnout do města Narva v Estonsku, kterým protéká řeka Narva, podél níž byla budována nová obranná linie. Počátkem února začali Sověti útočit směrem na město a tím začala bitva na Narvě.
Tato bitva vešla ve známost jako „Bitva evropských SS“, protože se jí zúčastnilo velké množství dobrovolníků z celé Evropy. Obránci na linii Narvy čítali 50 000 mužů. Proti nim vrhlo sovětské velení 200 000 vojáků.
Hlavní útok byl zahájen 13. února proti pravé straně narvské obranné linie. Současně byl také zahájen obojživelný útok z Baltského moře poblíž Mereküla, který ale divize „Nordland“ rozdrtila. Následujících pět měsíců divize SS podstoupily mnoho tvrdých bojů, které bránily Sovětům v postupu. V březnu 1944 Sověti zničili most přes Narvu a odřízli německé jednotky na nepřátelské straně. To netrvalo dlouho, poněvadž 11. ženijní prapor SS postavil pod těžkou palbou most provizorní. Po zahájení sovětské operace Bagration v červnu 1944 se divize stáhla na linii Tannenberg.

## Linie Tannenberg
Linie Tannenberg byla uchycena kolem tří strategických vrchů. Od západu k východu to byl vrchol 69.9, granátnický a sirotčí vrchol. Sirotčí vrchol chránil město Narva.
Od 27. července 1944 divize „Nordland“ společně s 6. SS-Freiwilligen Sturmbrigade Langemarck a Kampfgruppe Strachwitz z divize Großdeutschland držely sirotčí vrchol. Navzdory tomu, že v boji padl velitel divize „Nordland“ SS-Gruppenführer Fritz von Scholz a následně i velitelé pluků „Norge“ a „Danmark“, se sirotčí vrchol podařilo udržet a do 29. července zničit 113 sovětských tanků.
III. (Germanische) SS-Panzerkorps krvácel při obraně linie Tannenberg až do 14. září, kdy byl stažen
do Lotyšska k obraně hlavního města Rigy. K němu dorazil 22. září a zabránil tak obklíčení 18. armády. Riga padla 12. října a do konce měsíce se zbývající jednotky Waffen-SS stáhly do kuronské kapsy.
V této kapse sváděla divize od října do prosince 1944 těžké obranné boje a její síla klesla na 9000 mužů. V lednu 1945 obdržela divize rozkaz k přesunu do přístavu Libau u Baltského moře, odkud byla dopravena do Pomořanska

## Východní Prusko a Pomořansko
Začátkem února 1945 dorazily k divizi posily, mezi nimi i Britische Freikorps (58 mužů), a vybavení.
16. února se divize zapojila do operace Sonnenwende, jejímž cílem bylo zničit sovětský výběžek do německých linií a osvobodit německé jednotky obklíčené ve městě Arnswalde. Tuto operaci původně zamýšlel Generaloberst Guderian jako masivní protiútok na celé frontě, ale Hitler ji následně zredukoval na útok lokální. Zpočátku dosáhla divize taktického překvapení a podařilo se jí ve všech sektorech dostat až k jezeru Ihna. Nicméně když si Sověti uvědomili, co se děje, odpor začal zesilovat a postup se zpomalil. 17. února divize dosáhla města Arnswalde a osvobodila vyčerpanou posádku. Během několika následujících dnů se podařilo evakuovat civilisty. 21. února vydal SS-Obergruppenführer Felix Steiner rozkaz III. (Germanische) SS-Panzerkorps ke všeobecnému ústupu do oblasti kolem Stargardu a Štětína na severním toku řeky Odry.
Sovětská ofenzíva z 1. března tlačila divizi „Nordland“ a III. (Germanische) SS-Panzerkorps před sebou. I přes vážné ztráty, které Sovětům způsobily, musely se stáhnou k městu Altdamm (Dąbie) do poslední obranné pozice na východní straně Odry. Následujících 14 dní divize „Nordland“ držela město i za cenu vysokých ztrát. 19. března se divize stáhla za Odru. Během těchto bojů byly pluky „Norge“ a „Danmark“ téměř vyhlazeny. Proto byla divize stažena na západ k doplnění stavů.
Zde obdržela několik vozidel a mužstvo doplnil personál Luftwaffe a Kriegsmarine. Dále se k ní připojilo asi 300 mužů z 33. Waffen-Grenadier Division der SS „Charlemagne“ (franzözische Nr. 1) a 275 mužů Spanische Freiwilligen Kompanie Der SS 101.

## Bitva o Berlín
16. dubna se divize přesunula na linii východně od Berlína. Navzdory nedávnému doplnění mužstva nedosáhla divize zdaleka plného stavu a s výjimkou Francouzů a Španělů neměli noví rekruti žádné bojové zkušenosti. Od 17. do 20. dubna se divize zapojila do boje na frontě, která se neustále stahovala kolem města. 22. dubna byla divize zatlačena až do parku Tiergarten v centru Berlína.
Zbytky pluků „Norge“ a „Danmark“ a část 11.ženijního praporu se pokusily bránit mosty přes řeku Sprévu. Po odhodlané ale marné obraně se stáhly do vládní čtvrti.
Mezitím směřoval hlavní sovětský útok na park Treptow, který bránila druhá část 11. praporu a několik zbylých tanků SS-Panzer Abteilung 11 „Herman von Salza“. SS-Obersturmbannführer Paul-Albert Kausch vedl tanky a obrněná vozidla do protiútoku, který sice na chvíli Sověty zastavil, ale všechna německá bojová technika byla zničena.
26. dubna se obránci ve vládní čtvrti stáhli k Reichstagu a přitom způsobili postupující Rudé armádě velké ztráty. Pár dalších dnů se přeživší muži divize drželi proti ohromné přesile. 30. dubna ve 20:00 hodin obdržel velitel divize „Nordland“ zprávu o sebevraždě Adolfa Hitlera a vydal rozkaz, aby se bojeschopní muži pokusili probít na západ. Několika malým skupinám se to podařilo a vzdali se Američanům na západním břehu Labe.
Do 1. května se Rudé armádě podařilo Reichstag vyčistit od posledních obránců a potlačit jakýkoliv organizovaný odpor ve městě. Přeživší příslušníci divize „Nordland“, kteří se vzdali Rusům byli posláni na východ a už je nikdo neviděl.[zdroj?]
Ti kteří se vzdali západním spojencům, byli vydáni do svých zemí. Někteří nebyli potrestáni, jiní skončili ve vězení a někteří dostali trest smrti.

## Velitelé
- SS-Brigadeführer Franz Augsberger (22. březen 1943 – 1. květen 1943)
- SS-Gruppenführer Fritz von Scholz (1. květen 1943 – 27. červenec 1944) – předtím velitel SS-Regiment „Nordland“
- SS-Brigadeführer Joachim Ziegler (27. červenec 1944 – 25. duben 1945)
- SS-Brigadeführer Gustav Krukenberg (25. duben 1945 – 8. květen 1945)

## Bojová struktura
- SS-Panzergrenadier-Regiment 23 „Norge“ (23. pluk pancéřových granátníků SS „Norge“)
- SS-Panzergrenadier-Regiment 24 „Danmark“ (24. pluk pancéřových granátníků SS „Danmark“)
- SS-Panzer Abteilung 11 „Herman von Salza“ (11. pancéřový oddíl SS „Herman von Salza“)
- SS-Panzer Artillerie Regiment 11 (11. pancéřový dělostřelecký pluk SS)
- SS-Panzer-Aufklärungs Abteilung 11 (11. průzkumný pancéřový oddíl SS)
- SS-Sturmgeschutz Abteilung 11 (11. oddíl útočných děl SS)
- SS-Panzerjäger Abteilung 11 (11. oddíl stíhačů tanků SS)
- SS-Pionier Battalion 11 (11. ženijní prapor SS)
- SS-Nachrichtung Abteilung 11 (11. zpravodajský oddíl SS)
- SS-Nachschub Truppen 11 (11. zásobovací četa SS)
- SS-Instandsetzungs Abteilung 11 (11. oddíl údržby SS)
- SS-Wirtschafts Abteilung 11 (11. hospodářský oddíl SS)
- SS-Kriegsberichter-Trupp 11 (11. četa válečných zpravodajů SS)
- SS-Feldgendarmerie-Trupp 11 (11. četa polního četnictva SS)
- SS-Feldersatz-Battalion 11 (11. náhradní prapor SS)
- SS-Bewährungs-Kompanie 11 (11. zkušební rota SS)
- SS-Sanitäts-Abteilung 11 (11. sanitní oddíl SS)
- SS-Werfer-Battalion 521 (521. prapor raketometů SS)
- SS-Jäger-Regiment 11 (11. pluk myslivců SS)